# Manikpur
Manikpur es un pueblo y nagar Panchayat situado en el distrito de Pratapgarh en el estado de Uttar Pradesh (India). Su población es de 15435 habitantes (2011). 

## Demografía
Según el censo de 2011 la población de Manikpur era de 15435 habitantes, de los cuales 8019 eran hombres y 7416 eran mujeres. Manikpur tiene una tasa media de alfabetización del 66,71%, inferior a la media estatal del 67,68%: la alfabetización masculina es del 76,17%, y la alfabetización femenina del 56,47%.